# Islam Dudaev
Islam Lechiyevich Dudaev (em russo: Ислам Лечиевич Дудаев; Khasavyurt, 15 de janeiro de 1995) é um lutador de estilo-livre albanês.

## Carreira
Em 2022, Dudaev ganhou uma das medalhas de bronze no evento masculino de 65 kg no Campeonato Europeu de Luta Livre realizado em Budapeste, Hungria. Ele também ganhou uma das medalhas de bronze no evento de 74 kg nos Jogos do Mediterrâneo de 2022, realizados em Oran, Argélia.
Dudaev ganhou a medalha de ouro no evento masculino de 65 kg no Campeonato Europeu de Luta Livre de 2024, realizado em Bucareste, Romênia. Ele competiu no Torneio de Qualificação Olímpica de Luta Livre Europeia de 2024 em Baku, Azerbaijão, na esperança de se classificar para as Olimpíadas de Verão de 2024 em Paris, França. Dudaev foi eliminado em sua terceira luta e não se classificou para as Olimpíadas. Um mês depois, ele ganhou uma vaga para a Albânia nas Olimpíadas no Torneio de Qualificação Olímpica de Luta Livre Mundial de 2024, realizado em Istambul, Turquia.
Em 22 de agosto, o Ministro da Cultura Física e Desportos da Chechénia, Akhmat Kadyrov, presenteou os nativos da república com apartamentos, o vencedor e medalhista de bronze dos Jogos Olímpicos de Paris, Razambek Zhamalov e Islam Dudaev.